# Rozenvulkaantje
Het rozenvulkaantje (Plenodomus hendersoniae) is een schimmel uit de familie Leptosphaeriaceae. Het leeft saprotroof op hout van vooral wilg (Salix).

## Verspreiding
In Nederland komt het rozenvulkaantje zeer zeldzaam voor. Het is niet bedreigd en staat niet op de rode lijst. 